# Vernix, Manche

Vernix este o comună în departamentul Manche, Franța. În 1 ianuarie 2022 avea o populație de 155 de locuitori.